# Каркас сетчатый
Карка́с се́тчатый (лат. Celtis reticulata) — вид древесных растений рода Каркас (Celtis) семейства Коноплёвые (Cannabaceae).

## Ботаническое описание
Дерево высотой 3—15 (до 20) м. Кора грубая, серо-синяя, глубоко-бороздчатая. Молодые веточки пушистые, впоследствии коричневые.
Листья тонкие, яйцевидные, длиной 3—7 см, на вершине несколько заострённые, со слабо сердцевидным основанием, сверху шершавые, снизу опушённые, цельнокрайные или с несколькими зубцами в средней части пластинки, на черешках длиной 4—10 мм.
Плоды шаровидные, красные, длиной 7—10 мм.

## Распространение и экология
В природе ареал вида охватывает Северную Америку — от Техаса через Канзас до штата Вашингтон, затем по тихоокеанскому побережью до Калифорнии. Встречается в северных районах Мексики.
Произрастает на каменистых и щебнистых почвах.

## Таксономия
Вид Каркас сетчатый входит в род Каркас (Cannabaceae) семейства Коноплёвые (Cannabaceae) порядка Розоцветные (Rosales).
|  |                                      |  |                                                             |                                                             |                      |  | ещё 8 семейств (согласно Системе APG II) | ещё 8 семейств (согласно Системе APG II) |                     |  |  |  | ещё около 70 видов |
|  |                                      |  |                                                             |                                                             |                      |  | ещё 8 семейств (согласно Системе APG II) | ещё 8 семейств (согласно Системе APG II) |                     |  |  |  | ещё около 70 видов |
|  |                                      |  |                                                             | порядок Розоцветные                                         |                      |  |                                          |                                          | род Каркас          |  |  |  |                    |
|  |                                      |  |                                                             | порядок Розоцветные                                         |                      |  |                                          |                                          | род Каркас          |  |  |  |                    |
|  | отдел Цветковые, или Покрытосеменные |  |                                                             |                                                             | семейство Коноплёвые |  |                                          |                                          | вид Каркас сетчатый |  |  |  |                    |
|  | отдел Цветковые, или Покрытосеменные |  |                                                             |                                                             | семейство Коноплёвые |  |                                          |                                          |                     |  |  |  |                    |
|  |                                      |  | ещё 44 порядка цветковых растений (согласно Системе APG II) | ещё 44 порядка цветковых растений (согласно Системе APG II) |                      |  |                                          | ещё 9 родов                              | ещё 9 родов         |  |  |  |                    |
|  |                                      |  |                                                             | ещё 44 порядка цветковых растений (согласно Системе APG II) |                      |  |                                          |                                          | ещё 9 родов         |  |  |  |                    |